# Димек (гміна Острувек)
Димек (пол. Dymek) — село в Польщі, у гміні Острувек Велюнського повіту Лодзинського воєводства.
Населення — 233 особи (2011).

## Демографія
Демографічна структура станом на 31 березня 2011 року:
|          | Загалом | Допрацездатний вік | Працездатний вік | Постпрацездатний вік |
| -------- | ------- | ------------------ | ---------------- | -------------------- |
| Чоловіки | 110     | 27                 | 67               | 16                   |
| Жінки    | 123     | 18                 | 67               | 38                   |
| Разом    | 233     | 45                 | 134              | 54                   |